# Aeroporto de Iacutusque
O Aeroporto de Iacutusque (em russo: Аэропо́рт Яку́тск) (IATA: YKS, ICAO: UEEE) é um aeroporto localizado na cidade de Yakutsk, capital da Iacútia, na Rússia..